# Acnemia longipes
Acnemia longipes är en tvåvingeart som beskrevs av Johannes Winnertz 1863. Acnemia longipes ingår i släktet Acnemia och familjen svampmyggor. Arten är reproducerande i Sverige. Inga underarter finns listade i Catalogue of Life.